# Gabe Polsky
Gabe Polsky (nascut el 3 de maig de 1979) és un guionista, director i productor de cinema estatunidenc.

## Primers anys
Polsky era fill d'immigrants soviètics i va créixer a la zona de Chicago. Es va graduar en secundària a l'escola Hotchkiss. Després de llicenciar-se, va anar a la Universitat Yale i va jugar allí a hoquei NCAA.

## Carrera
Més recentment, Polsky va escriure, dirigir i produir el llargmetratge documental Red Penguins, que es va estrenar amb àmplia aclamació al Festival Internacional de Cinema de Toronto de 2019. La pel·lícula va ser adquirida per Universal Pictures, estrenada l'agost de 2020 i té un 98% de crítiques recents a Rotten Tomatoes. Red Penguins explica la història salvatge veritablement oblidada del capitalisme i l'oportunisme que corren a Moscou poc després del col·lapse de la Unió Soviètica. Deadline el va aclamar com "un documental remarcable i divertit que sembla madur per entrar a la carrera dels Oscar d'aquest any".
El 2018 Polsky va completar el documental In Search of Greatness. Narrat a través dels ulls dels millors atletes de tots els temps, In Search of Greatness és un viatge cinematogràfic cap als secrets del geni. La pel·lícula presenta entrevistes originals amb llegendes del món esportiu Wayne Gretzky, Pelé, i Jerry Rice. L'abril de 2018. The Hollywood Reporter va escriure que la pel·lícula era un dels primers candidats a l'Oscar al millor documental i que la pel·lícula utilitza una barreja de "notables imatges d'arxiu i entrevistes amb els narradors". Ben Reiter, de Sports Illustrated, va dir que la pel·lícula és una "visió obligatòria" i mostra "Una comprensió sense precedents de la veritable font del geni atlètic". Endemés, Nick Paumgarten de The New Yorker va nomenar In Search of Greatness ""Una animada i idiosincràtica investigació de la màgia es va manifestar al camp, a la pista, al gel i al llenç." La pel·lícula va ser nominada a nombrosos premis, inclòs un premi WGA.
Polsky també va escriure, dirigir i produir Red Army, una pel·lícula documental que narra l'ascens i la caiguda èpica de la Unió Soviètica a través del seu famós equip d'hoquei sobre gel. Red Army va tenir com a productors executius Jerry Weintraub i Werner Herzog, i fou estrenat al Festival Internacional de Cinema de Canes de 2014. Fou estrenada als cinemes per Sony Pictures Classics el 22 de gener de 2015.
A. O. Scott de The New York Times va nomenar Red Army una "història esbojarradora i esbojarrada: una novel·la russa d'escombreria tolstoienca i absurditat gogolesca". Time Magazine va dir: "aquesta lúdica i punyent pel·lícula presenta una història humana que transcendeix dècades, fronteres i ideologies". Scott Feinberg de The Hollywood Reporter va qualificar la pel·lícula de "un dels millors documentals que he vist mai."
Red Army va ser l'únic documental inclòs a les seleccions oficials als festivals de cinema de Canes, Telluride, Toronto, Nova York, i AFI. Red Army va guanyar el premi de l'audiència de 2014 a l'AFI, Chicago i Middleburg. La pel·lícula fou seleccionada per ser projectada a la cerimònia d'inauguració del 36è Festival Internacional de Cinema de Moscou.
El 2017 Polsky va ser productor executiu de la sèrie Genius de National Geographic Channel. La sèrie va ser nominada a 10 Emmy. Ell i el seu germà Alan van adquirir els drets d'Einstein Estate i del llibre Einstein: His Life and Universe de Walter Isaacson.
Polsky també va codirigir i coproduir The Motel Life (2013), protagonitzada per Emile Hirsch, Dakota Fanning, i Stephen Dorff. La pel·lícula fou descrita per IndieWire com "un indie perfectament format amb un cor d'or". Estrenada el novembre de 2013, The Motel Life ha estat qualificada de "destacada i fascinant" per The Washington Post i "admirable i memorable" per The Wall Street Journal.
Produccions posteriors han estat: Bad Lieutenant: Port of Call New Orleans de Werner Herzog, que va ser nomenada en més de 40 llistes entre els deu millors de les millors pel·lícules el 2009. Roger Ebert va declarar: "Nicolas Cage és tan bo com ningú des de Klaus Kinski interpretant un home amb el cap explotant. És una actuació hipnòtica." Ebert va nomenar la pel·lícula entre les 10 millors pel·lícules del 2009, la va incloure a la seva llista de les millors pel·lícules del dècada. Polsky va produir His Way, un documental nominat als Emmy sobre Jerry Weintraub publicat per HBO el 2011. Adicionalment ha adaptat les novel·les Butcher's Crossing de John Edward Williams i Flowers for Algernon de Daniel Keyes.